# Plagiothecium micans
Plagiothecium micans là một loài Rêu trong họ Plagiotheciaceae. Loài này được (Sw.) Paris miêu tả khoa học đầu tiên năm 1896.